# Twin Lakes (Wisconsin)
Twin Lakes es una villa ubicada en el condado de Kenosha en el estado estadounidense de Wisconsin. En el Censo de 2010 tenía una población de 5.989 habitantes y una densidad poblacional de 237,24 personas por km².

## Geografía
Twin Lakes se encuentra ubicada en las coordenadas 42°30′56″N 88°15′1″O / 42.51556, -88.25028. Según la Oficina del Censo de los Estados Unidos, Twin Lakes tiene una superficie total de 25.24 km², de la cual 21.18 km² corresponden a tierra firme y (16.1%) 4.06 km² es agua.

## Demografía
Según el censo de 2010, había 5.989 personas residiendo en Twin Lakes. La densidad de población era de 237,24 hab./km². De los 5.989 habitantes, Twin Lakes estaba compuesto por el 96.24% blancos, el 0.63% eran afroamericanos, el 0.23% eran amerindios, el 0.38% eran asiáticos, el 0.07% eran isleños del Pacífico, el 1.35% eran de otras razas y el 1.09% pertenecían a dos o más razas. Del total de la población el 4.73% eran hispanos o latinos de cualquier raza.